# Senyoria de Guipúscoa
La senyoria de Guipúscoa fou un estat històric dels bascons que ocupava la moderna província espanyola de Guipúscoa. El territori, poblat per les tribus anomenades vàrduls, va esdevenir de fet independent el 410 sota governs tribals i locals. Posteriorment hi van emigrar els bascons de Navarra i van dominar la regió absorbint a la població local.
Vers el 1025 hi apareix un senyor de nom Garcia Acenariz, dependent del rei de Navarra. Fins al 1076 el territori fou feudatari de Navarra. El 1076 fou senyor Lope Iñiguez el Ros senyor de Biscaia i feudatari de Castella (1076-1093), però seguidament va tornar a estar sota dependència dels reis de Navarra.
El 1135 Ladrón de Guevara apareix com a senyor i vassall del rei navarrès i ho fou fins al 1148; hi va haver algun altre senyor; el 1175 va morir Don Vela, senyor d'Àlaba i Guipúscoa, però del seu successor no se'n sap res. El 1181 Diego López fou reconegut senyor (Diego López II d'Àlaba) i després (també a ambdós territoris), Iñigo de Oriz (1187-1199). En tot aquest temps la senyoria fou feudatària de Navarra.
El 1199 fou reconegut com a senyor el rei Alfons VIII de Castella, i en endavant el títol de senyor va anar lligat sempre a la corona castellana.